# Varivariedade
Em teoria da medida, varivariedade (varifold em inglês) é uma generalização do conceito de variedade diferenciável em que se substitui os requisitos de diferenciabilidade pelos de conjuntos retificáveis, mas mantendo-se a estrutura algébrica usual das variedades conforme usadas em geometria diferencial.